# شرير للغاية، صادم للغاية وشرس
فيلم «شرير للغاية، صادم للغاية وشرس» هو فيلم إثارة وسيرة ذاتية أمريكي صدر عام 2019 عن حياة القاتل المتسلسل تيد بندي. الفيلم من إخراج جو بيرلينغر مع سيناريو من تأليف مايكل ويروي، ويستند الفيلم على مذكرات صديقة بندي «اليزابيث كيندال»، الأمير الوهمي: حياتي ملي كولينز في دور ليز كيندال وكايا سكوديلاريو بدور كارول آن بون الصديقة السابقة لبندي والذي تزوجها لاحقا وجون مالكوفيتش في دور إدوارد كاوارت، القاضي الرئيسي في محاكمة بندي. عنوان الفيلم هو إشارة إلى ملاحظات كاوارت حول جرائم قتل التي ارتكبها بندي أثناء الحكم عليه بالإعدام.
تم عرض الفيلم لأول مرة في العالم في مهرجان صاندانس السينمائي في 26 يناير 2019، وتم إصداره في الولايات المتحدة في 3 مايو 2019 بواسطة Netflix. تلقى الفيلم مراجعات متباينة من النقاد، على الرغم من أداء إيفرون الذي تم الإشادة به.

## قصة الفيلم
في عام 1969 في سياتل، يلتقي طالب القانون تيد بندي (زاك إيفرون) مع ليز كيندال (ليلي كولينز)، سكرتيرة وأم عزباء. يبدأ الاثنان المواعدة، ويساعد تيد ليز في تربية ابنتها الصغيرة مولي.
بحلول عام 1974، أعلنت تقارير إخبارية عن مقتل العديد من الشابات، بما في ذلك اثنتان اختفيا في وضح النهار في بحيرة ساماميش. شاهد العديد من الأشخاص رجلاً يشبه تيد يطلب من النساء مساعدته في تحميل مركب شراعي على سيارة فولكس فاجن بيتلز. تم إصدار رسم تخطيطي للمهاجم، وبعد مئات المكالمات الهاتفية، تم القبض على تيد في عام 1975.
اختارت شابة تدعى كارول دارونش (جريس فيكتوريا كوكس) تيد من قائمة طابور عرض الشرطة، مدعية أنه اختطفها وهددها بقتلها قبل أن تتمكن من الفرار. تم الإفراج عن تيد بكفالة، وعاد إلى المنزل ليز، التي كانت مستاءة بعد قراءة مقال عنه في الصحيفة. يشرح تيد أن كارول عرضت صورته قبل ظهور التشكيلة، ولهذا السبب بدا مألوفًا لها، ويقول إنه يعتقد أنه أتهم ظلمًا. بعد محاكمة استغرقت أربعة أيام، أدين تيد بالاختطاف وحُكم عليه بالسجن لمدة لا تقل عن سنة إلى 15 سنة كحد أقصى في سجن ولاية يوتا.
بعد بضعة أسابيع، اتهمت سلطات كولورادو تيد بقتل كارين كامبل، وتم نقله إلى أسبن، كولورادو، في عام 1977. ترفض ليز الاعتقاد بأن تيد مذنب، لكن الأحداث تبدأ في التأثير عليها، وتبدأ في الشرب والتدخين بشدة. أثناء وجوده في محكمة مقاطعة بيتكين، يختار تيد أن يدافع عن نفسه «بحكم دراسته للقانون»، وبالتالي، أعفاه القاضي من ارتداء الأصفاد أو الأغلال. أثناء العطلة، يطلب تيد نقله لمكتبة المحكمة بحجة دراسة قضيته وبعض القوانين. بينما يظن الحارس أن تيد لن يهرب لأنه كان يراقب الباب، يهرب تيد من المحكمة بالقفز من نافذة الطابق الثاني يصيب كاحله ويهرب إلى الجبال ولكن يتم استعادته بعد ستة أيام.
تزور ليز تيد وتقرر أنها قررت أن تنهي علاقتهما. هرب لاحقًا مرة أخرى بعد أن رأى فتحة في سقف زنزانته. تقتل امرأتان في سكن نسائي في جامعة ولاية فلوريدا، تلتها هجمات شرسة على اثنتين أخريين. بعد إلقاء القبض على تيد، يحاول الاتصال بـ ليز، لكنها لا تجيب عليه. يبدأ في تلقي أتباع من النساء المثيرات المعجبات به، حتى أن البعض يزعمن أنهن يحبونه. تزور تيد صديقة قديمة، كارول آن بون (كايا سكوديلاريو)، التي تعتقد أنه بريء وتنتقل إلى فلوريدا لتكون أقرب إليه.
يتم التفاوض على صفقة تمهيدية للمحاكمة قبل أن يقر بندي بأنه مذنب بجريمتي قتل التي وقعت في السكن النسائي، ليزا ليفي ومارغريت بومان، وكيمبرلي ليتش البالغة من العمر اثني عشر عامًا، في مقابل حكم بالسجن 75 عامًا بدلاً من عقوبة الإعدام، لكنه يرفض. يقترب تيد وكارول آن من بعضهما عندما تزوره بانتظام؛ يبدأ الاثنان علاقة، لكن تيد يظل يحاول أن يتواصل مع ليز، التي تتابع أخباره عبر التلفزيون. تشعر بالذنب لكونها الشخص الذي وشى بـ تيد لسلطات سياتل في عام 1975. يتقدم تيد لاحقًا لخطبة كارول آن، ويتزوجان.
يتم تقديم أدلة مادية تجرم تيد في المحكمة، بما في ذلك تطابق جص من أسنان تيد مع انطباعات جروح العضة على أرداف ليفي. في أقل من سبع ساعات، أدانت هيئة المحلفين تيد بقتل ليفي وبومان، وثلاث تهم بمحاولة قتل من الدرجة الأولى، وتهمتين بالسطو. قاضي المحاكمة إدوارد كوارت (جون مالكوفيتش) يفرض أحكام الإعدام على الإدانات بالقتل التي ستنفذ بالإعدام عن طريق الكرسي الكهربائي.
بعد عشر سنوات، تلقت ليز رسالة من تيد وتقوم بزيارته، وأخذت معها صورة قدمها لها محقق في الشرطة. تطالب تيد بالحقيقة لكي تشعر بالراحة، لكن تيد يواصل إنكار الجرائم وأنه تم الإيقاع به. ثم عرضت تيد الصورة التي أعطاها المحقق -صورة مسرح الجريمة لأحد ضحاياه مقطوعة الرأس. يعترف تيد أخيرًا أنه قطع رأسها بكتابة كلمة «المنشار» على نافذة غرفة المغطاة بالندى بأصابعه، قبل أن يمسحها بيده. تغادر ليز السجن في حالة صدمة لكنها تقابل في الخارج زوجها الجديد جيري (هالي جويل أوسمنت) ومولي، وهي مراهقة الآن، وتعلن أنها بخير.
مع انتهاء الفيلم، تقول اللقطات الأرشيفية والنص على الشاشة أنه تم إعدام تيد في يناير 1989، وعمره 42 عامًا. اعترف تيد بما يزيد عن 30 جريمة قتل قبل إعدامه بأيام، وتم نثر رفاته في جبال كاسكيد، وهو المكان الذي كان تيد يتخلص من رفات العديد من الضحايا فيه.

## الممثلين
| الممثل                                              | الدور                | الملاحظات |
| --------------------------------------------------- | -------------------- | --- |
| زاك إيفرون                                          | تيد بندي             | طالب قانون سابق متهم بارتكاب عدة جرائم عنيفة ضد النساء.                                                           |
| ليلي كولينز                                         | ليز كيندال           | طالبة جامعية وأم عازبة تدخل في علاقة مع تيد المؤمنة ببراءته من خلال محاكمته.                                      |
| كايا سكوديلاريو                                     | كارول آن بون         | صديقة قديمة لتيد الذي تنتقل بالقرب منه لكي تدعمه. تزوجا في وقت لاحق في المحكمة.                                   |
| جيفري دونوفان                                       | جون أوكونيل          | محامي تيد في يوتا الذي يدافع عنه في قضية الاختطاف.                                                                |
| أنجيلا سارفيان                                      | جوانا                | صديقة ليز المقربة التي تعتقد أن تيد مذنب.                                                                         |
| ديلان بيكر                                          | ديفيد يوكوم          | المدعي العام في ولاية يوتا.                                                                                       |
| برايان جيراغتي                                      | دان دود              | المدافع العام عن تيد في فلوريدا عندما يتم القبض عليه بعد هروبه من كولورادو.                                       |
| تيري كيني                                           | مايك فيشر            | محقق يحاول أن يربط تيد بجريمة قتل في كولورادو.                                                                    |
| هالي جويل أوسمنت                                    | جيري طومسون          | زميل ليز في قسم الطب الجامعي الذي تبدأ مواعدته بعد تيد ويتزوجان في النهاية.                                       |
| جيمس هيتفيلد                                        | بوب هايوارد          | ضابط شرطة في ولاية يوتا، الذي أعتقل بندي لأول مرة.                                                                |
| غريس فيكتوريا كوكس                                  | كارول دارونش         | امرأة اختطفها تيد في ولاية يوتا وهربت منه وتعرفت عليه عندما كان تيد معتقلا لدى الشرطة، مما أدى إلى إدانته الأولى. |
| جيم بارسونز                                         | لاري سيمبسون         | محامي الادعاء في فلوريدا.                                                                                         |
| جون مالكوفيتش                                       | القاضي إدوارد كاوارت | القاضي في محاكمة تيد الأخيرة.                                                                                     |
| جوستين ماكومبس                                      | جيم دوماس            | محامي تيد في كولورادو الذي يدافع عن قضية القتل الأولى.                                                            |
| فوربا شيبرد                                         | لويز بندي            | والدة تيد. |
| ماسي كارموسينو، أفا إنمان، مورجان بايل، جريس بالبو. | مولي كيندال          | ابنة ليز. "تم استخدام عدة ممثلات لتصوير مولي في مراحلها العمرية المختلفة"                                         |

## روابط خارجية
- شرير للغاية، صادم للغاية وشرس على موقع IMDb (الإنجليزية)
- شرير للغاية، صادم للغاية وشرس على موقع ميتاكريتيك (الإنجليزية)
- شرير للغاية، صادم للغاية وشرس على موقع روتن توميتوز (الإنجليزية)
- شرير للغاية، صادم للغاية وشرس على موقع نتفليكس (الإنجليزية)
- شرير للغاية، صادم للغاية وشرس على موقع قاعدة بيانات الأفلام العربية
- شرير للغاية، صادم للغاية وشرس على موقع ألو سيني (الفرنسية)
- شرير للغاية، صادم للغاية وشرس على موقع Turner Classic Movies (الإنجليزية)
- شرير للغاية، صادم للغاية وشرس على موقع أول موفي (الإنجليزية)
- شرير للغاية، صادم للغاية وشرس على موقع فيلمافينيتي (الإسبانية)
- شرير للغاية، صادم للغاية وشرس على موقع قاعدة بيانات الفيلم (الإنجليزية)